# 勒欧尔姆
勒欧尔姆（法語：Le Heaulme，法語發音：[lə olm] ⓘ）是法国法兰西岛大区瓦兹河谷省的一个市镇，属于蓬图瓦兹区。

## 地理
勒欧尔姆（49°9'57"N, 1°59'59"E）面积1.96 平方千米，位于法国法蘭西島大區瓦兹河谷省，该省份为法国北部内陆省份，北起瓦兹省，西接厄尔省，南至塞纳-圣但尼省、上塞纳省和伊夫林省，东临塞纳-马恩省。
与勒欧尔姆接壤的市镇（或旧市镇、城区）包括：阿拉维利耶、布雷昂松、马里讷、韦克桑地区讷伊。

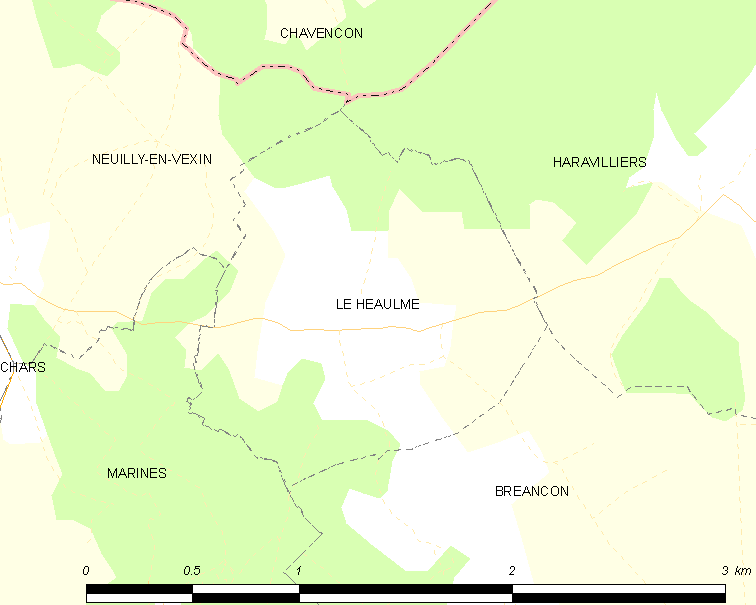
勒欧尔姆的OSM定位图

勒欧尔姆的时区为UTC+01:00、UTC+02:00（夏令时）。

## 行政
勒欧尔姆的邮政编码为95640，INSEE市镇编码为95303。

## 政治
勒欧尔姆所属的省级选区为蓬图瓦兹县。

## 人口

1962-2008年间勒欧尔姆人口变化图示

勒欧尔姆于2022年1月1日时的人口数量为206人。